# Xác định niên đại gia tăng
Kỹ thuật xác định niên đại gia tăng là kỹ thuật xác định niên đại tương đối cho những niên đại hoặc đối tượng vật chất xác định trong khảo cổ học và địa chất học, trong đó niên đại được đánh giá theo trình tự xuất hiện, có thể được cố định theo thang thời gian (tức là được liên kết với ngày hiện tại và do đó theo lịch hoặc theo thời gian thiên văn), hoặc vẫn để thả nổi.
Các nhà khảo cổ học quan tâm đến khoảng thời gian gần đây, nên thường có thể sử dụng phương pháp xác định niên đại vòng cây (dendrochronology) để xác định tuổi của các mảnh gỗ cổ. Cây thường có thêm các vòng tăng trưởng hàng năm, với khoảng cách của các vòng rộng hơn vào những năm sinh trưởng cao và hẹp hơn vào những năm sinh trưởng thấp. Các mẫu trong quá trình sinh trưởng của vòng cây có thể được sử dụng để xác định tuổi của các mẫu gỗ già, và cũng đưa ra một số gợi ý về điều kiện khí hậu địa phương. Kỹ thuật này rất hữu ích cho khoảng 9 Ka BP (Ma/Ka BP: Mega/Kilo annum before present: triệu/ngàn năm trước) trở lại, với cả gỗ sống và gỗ chết.
Sự thay đổi chuyển động quỹ đạo của Trái Đất, gồm độ nghiêng của trục Trái Đất trên quỹ đạo của nó liên quan đến mặt trời, tuế sai hồi chuyển của trục Trái Đất mỗi 26.000 năm; tuế sai tự do  mỗi 440 ngày, và tuế sai của quỹ đạo Trái Đất và các biến thể quỹ đạo như điểm cận nhật tuế sai mỗi 19.000 và 23.000 năm) để lại dấu vết có thể nhìn thấy trong hồ sơ địa chất.
Những thay đổi này cung cấp một chuỗi dài hạn của các sự kiện khí hậu, được ghi lại là những thay đổi về độ dày hàng năm của các lớp trầm tích. Nghiên cứu trầm tích, cùng với nghiên trầm tích cứu sông băng, xác định khi nhiệt độ gây ra những thay đổi trong tỷ lệ đồng vị đối với đồng vị oxy trong trầm tích, và trong sự phong phú tương đối của hóa thạch. Bởi vì chúng có thể được hiệu chuẩn một cách đáng tin cậy trong khoảng thời gian đến 40 triệu năm, nên điều này cung cấp một xác minh thay thế cho xác định niên đại bằng phóng xạ trong những trường hợp có đủ hồ sơ để cung cấp dấu vết đáng tin cậy.
Các Đảo cực từ trường Trái Đất cũng được sử dụng để xác định niên đại địa chất. Theo chu kỳ, từ trường Trái Đất đảo ngược, để lại dấu hiệu từ trường trong núi lửa và đá trầm tích. Dấu hiệu này có thể được phát hiện và ghi lại các chuỗi, và trong trường hợp các đá núi lửa thì có thể gắn với xác định niên đại bằng phóng xạ.
Một kỹ thuật khác được các nhà khảo cổ sử dụng là kiểm tra độ sâu xâm nhập hơi nước vào các đồ tạo tác bằng đá obsidian (thủy tinh núi lửa) bị sứt mẻ. Hơi nước tạo ra "vỏ hydrat hóa" trong obsidian, và vì vậy phương pháp này được gọi là "xác định niên đại hydrat hóa" hoặc "xác định niên đại obsidian", và rất hữu ích để xác định niên đại cách đây 200.000 năm.

## Các phương pháp
- Xác định niên đại vòng cây
- Mẫu lõi băng
- Định tuổi khảo cổ bằng từ tính (Cổ địa từ)